# Modélisation moléculaire

Animation d'un modèle compact d'ADN en forme B

La modélisation moléculaire est un ensemble de techniques pour modéliser ou simuler le comportement de molécules. Elle est utilisée pour reconstruire la structure tridimensionnelle de molécules, en particulier en biologie structurale, à partir de données expérimentales comme la cristallographie aux rayons X. Elle permet aussi de simuler le comportement dynamique des molécules et leur mouvements internes. On l'utilise enfin pour concevoir de nouveaux médicaments.

## Principes et applications
La modélisation moléculaire s'appuie sur la connaissance précise de la stéréochimie des liaisons atomiques au sein des molécules : longueur des liaisons covalentes, angles de valence, angles dièdres, rayons des atomes. Elle réalise aussi des calculs de forces s'exerçant sur les atomes, modélise la distribution des électrons et les charges partielles, et les forces électrostatiques.
Le calcul des forces s'exerçant sur les atomes d'une molécule ou entre atomes de plusieurs molécules permet de déterminer des configurations stables correspondant à des minimums d'énergie, c'est le domaine de la mécanique moléculaire. Ceci permet aussi de prédire des interactions favorables entre molécules et de réaliser de la conception rationnelle de médicaments. Enfin, à partir de ces mêmes champs de force, on peut aussi réaliser des simulations dynamiques pour analyser les mouvements moléculaires, c'est le domaine de la dynamique moléculaire.
La modélisation moléculaire s'intéresse enfin au rendu visuel des molécules et des simulations en 3D, c'est le domaine du graphisme moléculaire.

## Mécanique moléculaire et champ de force

Force de rappel associée à l'allongement d'une liaison covalente

La mécanique moléculaire utilise des champs de forces pour calculer les interactions entre atomes dans la molécule étudiée. Le plus souvent ces champs de forces s'appuient sur la mécanique classique newtonienne. Les forces associées aux liaisons covalentes sont modélisées comme des forces de rappel de type ressorts, avec des potentiels harmoniques. Les forces de Van der Waals entre atomes sont modélisées avec des potentiels de Lennard-Jones. Les interactions électrostatiques entre les charges portées par les molécules sont modélisées par la loi de Coulomb. Les charges électriques partielles portées par les atomes sont parfois calculées au préalable à l'aide d'outils informatiques de chimie quantique.
À partir du ce champ de force complet, on peut réaliser des minimisations d'énergie potentielle ou des simulations dynamiques par intégration numérique de la deuxième loi de Newton, pour chaque atome du système :
{\displaystyle {\vec {F}}=m{\vec {\gamma }}}
Les calculs peuvent être effectués soit en coordonnées cartésiennes (xi ,yi ,zi pour chaque atome i), soit en coordonnées internes en utilisant les angles de rotation autour des liaisons covalentes.

## Graphisme moléculaire
La modélisation moléculaire utilise des outils de visualisation en 3D et utilise pour cela différents types de représentation, suivant les applications : 
- fil de fer (wire): on ne représente que les liaisons entre les atomes par un trait
- bâtons (stick) : on ne représente que les liaisons par une tige
- modèle moléculaire boules-bâtonnets (ball and stick): les atomes sont représentés par les noyaux avec une boule et les liaisons par une tige
- modèle compact (space filling) : chaque atome est représenté par une sphère dont le rayon est, normalement, proportionnel au rayon de Van der Waals de l'atome.
- Surface moléculaire : on représente la surface de la molécule accessible au solvant ou aux ions.

### Couleurs
On utilise en général des couleurs standard pour représenter les atomes les plus fréquents :
- Oxygène (O) : rouge
- Carbone (C) : noir
- Hydrogène (H) : blanc
- Chlore (Cl) : vert
- Soufre (S) : jaune
- Azote (N) : bleu
- Phosphore (P) : violet
- Fer (Fe) : gris

### Logiciels de graphisme moléculaire
Il existe de nombreux logiciels permettant la représentation de molécules, dont plusieurs sont dans le domaine public ou gratuits pour un usage académique ou pédagogique :
- RasMol et OpenRasMol.
- Pymol. Logiciel propriétaire basé sur un noyau open source. Licence gratuite pour un usage pédagogique.